# لیتییا
لیتییا (به آلمانی: Littai) در اسلوونی با جمعیت ۱۹٬۱۲۰ نفر است.

## نگارخانه

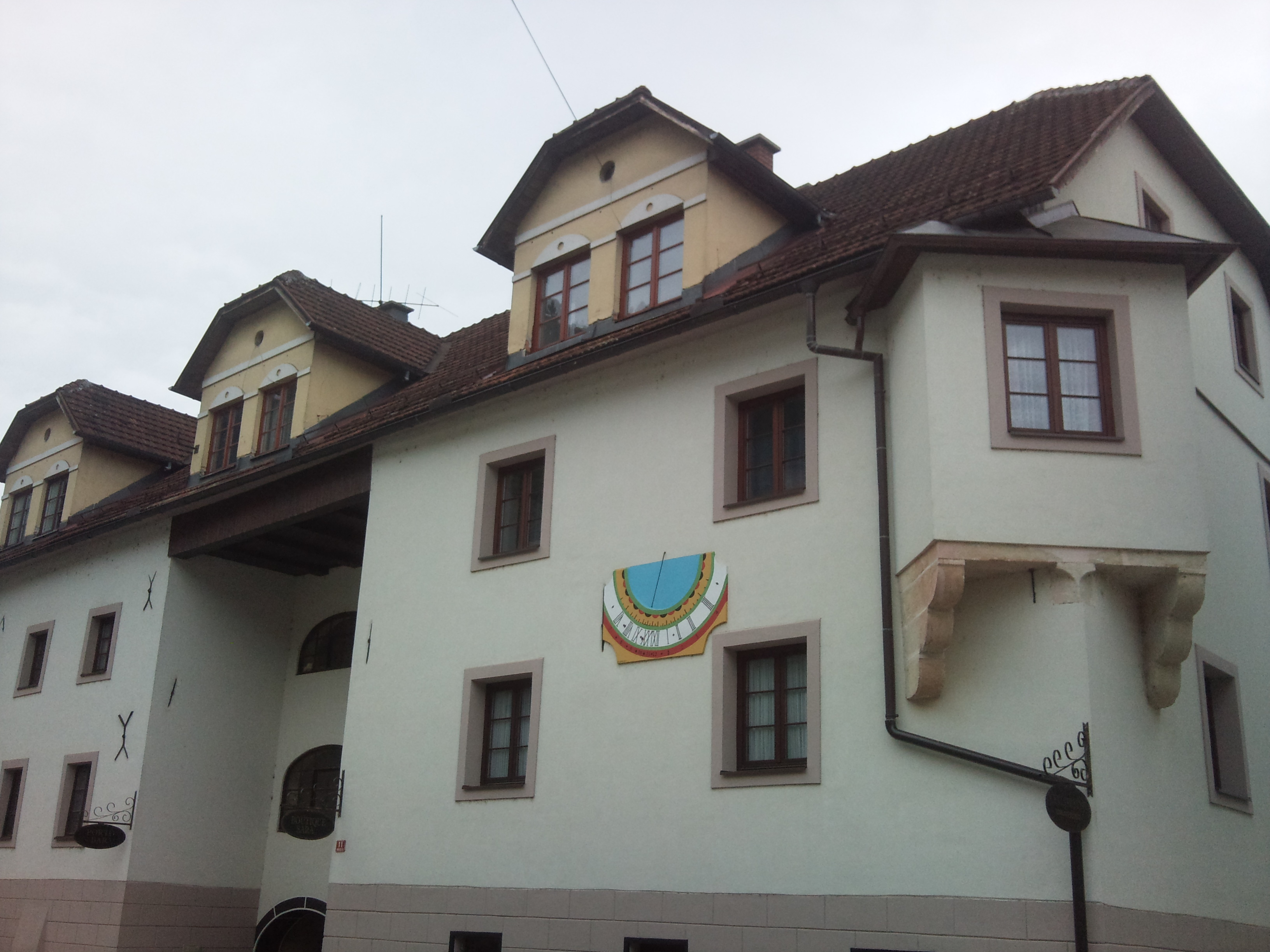
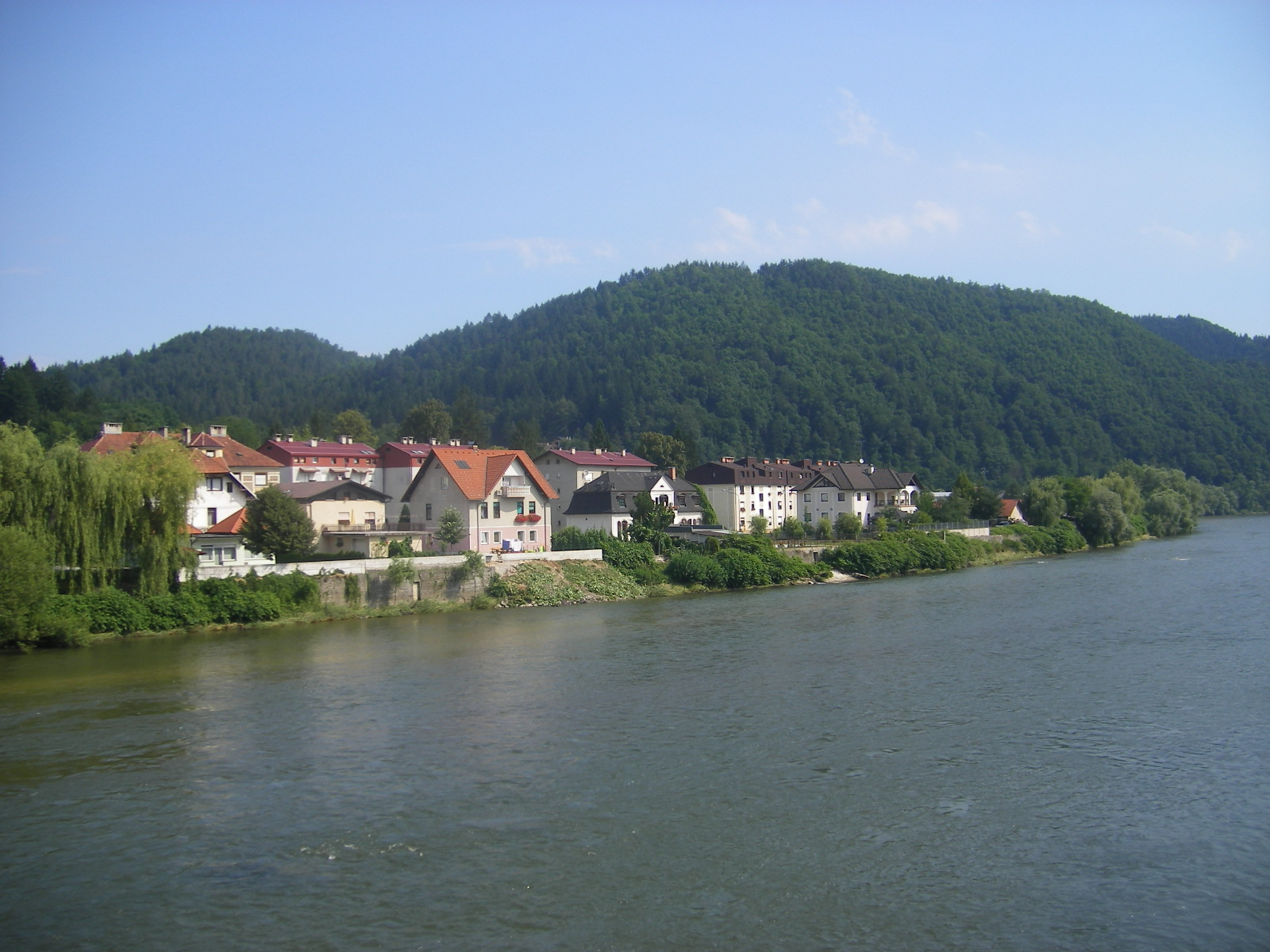